# María Nogales
María Nogales (Sevilla; 7 de marzo de 1983) es una actriz española.

## Biografía
María Nogales nació en Sevilla el 7 de marzo de 1983. Se inició en la interpretación cuando tenía 17 años, en la escuela sevillana Viento Sur Teatro, donde formó su compañía "Intenciones" que les llevaría a hacer una gira por Cuba con la obra de teatro La cantante calva de Ionesco, dirigida por Jorge Cuadrelli.
Posteriormente colaboró en la película de Santi Amodeo Cabeza de perro, y después de terminar la webserie Malviviendo comenzó a colaborar de nuevo con la productora Diffferent en la serie de internet Entertainment.

### Carrera teatral
- DEUX' Dirigida por María Nogales.2021
- SE SIENTEN Escrita y Dirigida por María Nogales.2020
- A ESCENA Escrita y Dirigida por María Nogales.2019
- Fuera de órbita de William Missouri Downs. La Jaula Teatro. 2016-2019
- El avaro de Molière. Desde 2014. EN ACTIVO. Viento Sur Teatro
- La cantante calva de Ionesco
- No hay ladrón que por bien no valga

### Carrera televisiva
- GRASA T2 - RTVE1 (2021)
- La que se Avecina - Telecinco (2018)
- Centro Médico - TVE (2016)
- Entertainment (2015)
- Malviviendo, La serie (2013–2014)
- Arrayán (2009-2010)
- Traspapelados (2009)
- Los misterios de Laura  (2009)
- La tira (2009)
- El internado (2008)
- LEX (2008)
- La tira (2008)
- Los hombres de Paco (2008)
- Los Serrano (2008)
- Cuarto Milenio (2007)

### Cortometrajes
- PENTÁGONO (2020)
- PENTÁGONO (2019)
- Putángulo (2018)
- Sombras (2013)
- The Second floor (2012)
- Reflexiones de un picaporte (2010)
- Historias en la oscuridad (2008)
- Apariencias (2008)
- Feliz cumpleaños Ray (2004)
- El amor de Babilonia (2003)

### Carrera en el cine
- HEROES DE BARRIO. Dir. Ángeles Reiné. NETFLIX (2021)
- INTRUSO. Dir. León Sánchez - Jordi Casas  (2021)
- La soledad del triunfo. Dirigida por Álvaro de Armiñán (2011)
- Cabeza de perro (2006)

### Videoclip
- "MIL MUJERES" de Belén López (2021)
- "Sin saber porqué" de Vanesa Martín (2014)

## Enlaces
https://www.lisrepresentantes.es/maria-nogales/
- Perfil en IMDb de María Nogales

- Datos: Q6004362